# Baronía de Campo de Águilas
La baronía de Campo de Águilas es un título nobiliario español creado en 1836 por el pretendiente carlista Carlos V a favor de Tomás Muñoz de San Pedro Montenegro y Velasco.
Reconocido como título del Reino el 21 de julio de 1950 y expedida carta del mismo el 2 de marzo de 1951.

## Barones de Campo de Águilas
|                                       | Titular                                       | Periodo                               |
| Creación por El Pretendiente Carlos V | Creación por El Pretendiente Carlos V         | Creación por El Pretendiente Carlos V |
| ------------------------------------- | --------------------------------------------- | ------------------------------------- |
| I                                     | Tomás Muñoz de San Pedro Montenegro y Velasco | 1836-                                 |
| Reconocido por Francisco Franco       |                                               |                                       |
| II                                    | Beatriz Muñoz de San Pedro y Flores de Lizaur | 1951-2023                             |
| III                                   | Beatriz Rueda Muñoz de San Pedro              | 2024-                                 |

## Historia de los Barones de Campo de Águilas
- Tomás Muñoz de San Pedro Montenegro y Velasco (1777-  ?), I barón de Campo de Águilas, I vizconde de Torre Hidalgo (título carlista reconocido como título del reino).  Casó con María del Carmen Flores de Lizaur. Fueron padres de:
- Micaela Muñoz de San Pedro y Flores de Lizaur (1816-1838). Soltera. Sin descendientes. Fue su hermano:
- Tomás Muñoz de San Pedro y Flores de Lizaur (1811-1891). Casó con Petra Mayoralgo y Ovando. Fue su hijo:
- Miguel Muñoz de San Pedro y Mayoralgo (1848-1928). Casó con Teresa Torres-Cabrera y González de la Laguna. Fue su hijo:
- García Muñoz de San Pedro y Torres-Cabrera (1876-1953), VIII conde de Canilleros. Casó con Beatriz Higuero Cotrina. Fueron padres de:
- Miguel Muñoz de San Pedro e Higuero (1899-1972), IX conde de Canilleros, II conde de San Miguel. Casó con Julia Flores de Lizaur y Bonilla. Tuvieron dos hijas, Beatriz que sigue y Blanca Muñoz de San Pedro y Flores de Lizaur, II vizcondesa de Torre-Hidalgo.

Reconocido en 1951 a:
- Beatriz Muñoz de San Pedro y Flores de Lizaur (1926-Madrid, 29 de mayo de 2023[2]), II baronesa de Campo de Águilas, II marquesa de Cerverana, III condesa de San Miguel, VI marquesa de los Altares X condesa de Canilleros y XIII vizcondesa de Peñaparda de Flores.

Casó con Arsenio Rueda y Sánchez-Malo. Le sucedió su hija:
- Beatriz Rueda Muñoz de San Pedro, iii baronesa de Campo de Águilas, III marquesa de Cerverana, IV condesa de San Miguel.[3]